# Petalanobium
Petalanobium is een monotypisch geslacht van kevers uit de familie van de klopkevers (Anobiidae).

## Soort
- Petalanobium auratum Pic, 1922